# ماه (زمان)
ماه، یکای زمان به ویژه در گاه‌شماری ‌ها است که به هر یک از ۱۲ بخش از یک سال گفته می‌شود. به‌طور معمول دو گونه کلی ماه خورشیدی (شمسی) و ماه قمری (مَهی) در گاه‌شماری‌ها معمول است.
آثاری که از دوران پارینه‌سنگی یافت شده نشان می‌دهد که انسان از آن دوره شمار روزها را بر اساس دوره‌های گام‌های ماه نگه می‌داشته که هر دور کامل از اهله، خود یک ماه قمری است. بنابرین اولین ماهشماری به صورت قمری بوده و سپس در دوره‌های بعد با تشخیص تغییر فصول و تعیین سال خورشیدی (۳۶۵٫۲۵ روزه) که به ازای ۱۲ ماه قمری و حدود ۱۱ روز اضافی است سال خورشیدی به دوازده ماه قمری تقسیم می‌شده و کسر ۱۱ روز به انحای مختلف کبیسه‌گیری می‌شده‌است. در اطوار تقویم بشری با تعیین دقیقتر فصول و تشخیص نقاط اعتدالین و انقلابین خورشید، سال به چهار فصل متمایز شده و تمام سال به ۱۲ قسمت برابر تقسیم گردید که هر قسمت یک برج فلکی نامیده می‌شود و به ازای یک ماه خورشیدی است.
متوسط هر ماه قمری هلالی ۲۹٫۵۳۰۵۹ روز بوده که با تعدیل آن به صورت عرفی و تقویمی ۲۹ یا ۳۰ روزه است؛ و مدت زمان اقامت خورشید در هر برج فلکی زمان متفاوتی است که میانگین آن ۳۰٫۴۳۶۸۵ روز بوده که به صورت تقویمی ۲۸، ۲۹، ۳۰ یا ۳۱ روزه است. ضمن اینکه در تقویم هجری خورشیدی برجی ۳۲ روز تقویمی نیز معمول بوده‌است.
متداولترین ماه‌های خورشیدی، ماه‌های هجری خورشیدی و ماه‌های میلادی هستند؛ و معروفترین ماه قمری، ماه‌های هجری قمری است. به ماه‌های هجری خورشیدی «برج» نیز گفته می‌شود.
علاوه بر ماه عرفی و تقویمی که در گاه‌شماری شناخته می‌شود. از آنجا که واحد اصلی یکان زمان روز است، به ازای روز نجومی، ماه نجومی نیز مطرح است؛ که اقسام ماه نجومی قمری و ماه اخترشناسی خورشیدی مطرح است.

## ماه خورشیدی
ماه خورشیدی (شمسی) بر پایهٔ حرکت ظاهری سالیانهٔ خورشید (حرکت زمین به دور خورشید) به هر یک از ۱۲ بخش سال خورشیدی گفته می‌شود. هر ماه تقویمی در تقویم خورشیدی ممکن است ۲۸، ۲۹، ۳۰ یا ۳۱ روزه باشد. با اینکه کاربرد ماه خورشیدی حالت همگانی دارد، استفاده از کلمه برج برای تقویم‌های خورشیدی بامسمی تر است.

### ماه‌های هجری خورشیدی
در ایران و افغانستان تقویم رسمی بر پایه گاه‌شماری هجری خورشیدی است. نام ماه‌ها در ایران و افغانستان و دیگر جاها:
| فارسی ایران | پشتو     | کردی                 | تعداد روزها | فصل     |
| ----------- | -------- | -------------------- | ----------- | ------- |
| فروردین     | وری      | خاکه‌لێوه             | ۳۱          | بهار    |
| اردیبهشت    | غوایی    | بانه‌مهڕ (گوڵان)      | ۳۱          | بهار    |
| خرداد       | غبر گولی | جۆزه‌ردان             | ۳۱          | بهار    |
| تیر         | چنگاش    | پووشپهڕ              | ۳۱          | تابستان |
| مرداد       | زمری     | گهڵاوێژ              | ۳۱          | تابستان |
| شهریور      | وژی      | خه‌رمانان             | ۳۱          | تابستان |
| مهر         | تله      | ڕه‌زبه‌ر               | ۳۰          | پاییز   |
| آبان        | لرم      | خه‌زهڵوه‌ر (گهڵاڕێزان) | ۳۰          | پاییز   |
| آذر         | لیندی    | سه‌رماوه‌ز             | ۳۰          | پاییز   |
| دی          | مرغومی   | به‌فرانبار            | ۳۰          | زمستان  |
| بهمن        | سلواغه   | ڕێبه‌ندان             | ۳۰          | زمستان  |
| اسفند       | کب       | ڕه‌شه‌مێ               | ۲۹ یا ۳۰    | زمستان  |

## ماه قمری
ماه قمری بر [دورهٔ تناوب] حرکت کره ماه به‌دور زمین بنا شده‌است و طول آن تقریباً برابر است با مدت زمانی که طول می‌کشد تا کره ماه یک دور کامل به دور کره زمین بچرخد. در تقویم قمری ملاک ماه هلالی است که در گردش ماه به دور زمین فاصله زمانی ایجاد دو هلال ۲۹٫۵۳۰۵۹ روز طول می‌کشد که به آن ماه قمری می‌گویند. با توجه به مدت زمان تقریبی ۲۹٫۵۳ روز، ماه‌های تقویم قمری ممکن است ۲۹ یا ۳۰ روز داشته باشند که این تعدادِ روزها در سال‌های مختلف، متفاوت می‌باشد.

## اقسام ماه اخترشناسی و تقویمی
علاوه بر ماه عرفی و تقویمی (حسابی) که در گاهشماری شناخته می‌شود. از آنجا که واحد اصلی یکان زمان روز می‌باشد به ازای روز نجومی، ماه نجومی نیز مطرح می‌باشد؛ که اقسام ماه اخترشناسی قمری (هلالی، نجومی، بی‌هنجار، اعتدالی و گرهی) و ماه اخترشناسی خورشیدی مطرح می‌باشند.
| ماه قمری                                        | |
| ماه هلالی synodic month                         | ماه هلالی یا یک ماه‌گردش lunation که عبارت است از مدت زمان لازم برای رسیدن ماه از یک وضعیت هلالی به وضعیت هلالی کاملاً مشابه. طول متوسط این ماه برابر است با ۲۹٫۵۳۰۵۹ روز (۲۹ روز و ۱۲ ساعت و ۴۴ دقیقه و ۲٫۷۸ ثانیه). |
| ماه نجومی sidereal month                        | ماه نجومی عبارت است از فاصلهٔ زمانی میان دو وضع متوالی یکسان ماه نسبت به ستارگان ثابت. مدت آن برابر است با ۲۷٫۳۲۱۶۶ روز. |
| ماه بی‌هنجار anomalistic month                   | ماه بی‌هنجار عبارت است از فاصلهٔ زمانی میان دو عبور متوالی ماه از حضیض زمینی. مدت آن برابر است با ۲۷٫۵۵۴۶۴ روز. |
| ماه اعتدالی tropical month                      | ماه اعتدالی عبارت است از فاصلهٔ زمانی میان دو عبور متوالی ماه از نقطهٔ اعتدال بهاری. مدت آن برابر است با ۲۷٫۳۲۱۵۸ روز. |
| ماه گرهی nodical month                          | ماه گرهی یا ماه جَوزَهَری draconic month عبارت است از فاصلهٔ زمانی میان دو عبور متوالی ماه از گره صعودی. مدت آن برابر است با ۲۷٫۲۱۲۲ روز. |
| ماه خورشیدی                                     | |
| ماه خورشیدی اخترشناختی astronomical solar month | در ماه خورشیدی اخترشناختی معمولاً به جایگاه خورشید در متن آسمان و مدت لازم برای پیمودن یک فاصلهٔ خاص توجه می‌شود. معمول‌ترین ماه خورشیدی اخترشناختی عبارت است از مدت زمانی که خورشید در حرکت ظاهری خود، روی دائرةالبروج، هریک از برج‌های دوازده‌گانهٔ حمل و ثور تا دلو و حوت در منطقةالبروج را، که هریک تقریباً برابر ۳۰ درجه است، طی می‌کند. ماه خورشیدی اخترشناختی مبتنی بر مدت توقف خورشید در بروج دوازده‌گانه مبنای طول ماه در گاه‌شماری‌های جلالی و هجری خورشیدی بوده‌است. |
| ماه خورشیدی حسابی arithmetical solar month      | در ماه خورشیدی حسابی بدون توجه مستقیم به وضعیت خورشید در زمینهٔ آسمان، طول ماه‌ها به‌گونه‌ای قراردادی انتخاب می‌شوند که معمول‌ترین آن‌ها تقسیم یک سال خورشیدی (۳۶۵ روزی یا ۳۶۶ روزی) به دوازده ماه با طول‌های متفاوت یا با طول‌های مساوی سی روز است و تاریخی طولانی دارد. |